# Pride of the Range
Pride of the Range er en amerikansk stumfilm fra 1910 af Francis Boggs.

## Medvirkende
- Tom Mix
- Art Acord
- Milton Brown
- Hoot Gibson
- Alfred E. Green